# North Hampton (Saint-Louis)
North Hampton est un quartier de Saint-Louis, dans le Missouri. Situé dans le sud-ouest de la ville, North Hampton est délimitée au nord par Scanlan et le Connecticut, à l'est South Kingshighway Boulevard, au sud Chippewa Street et Hampton Avenue à l'ouest.
Deux petits quartiers composent North Hampton. Le quartier de Tilles Park qui occupe la région de Hampton Avenue à Macklind Avenue, et le quartier de Kingshighway Hills qui occupe l'espace de Macklind Avenue à South Kingshighway Boulevard.

## Tilles Park
Tilles Park, un parc de 11 hectares (117 000 mètres carrés) a été créé par l'ordonnance 48569 de la ville en 1956. Il a été nommé d'après Andrew Tilles, un riche homme d'affaires du début du XXe siècle. Il y a aussi un Tilles Parc dans le Comté de St Louis.

## Démographie
En 2010, la population de North Hampton était 75,8 % blanche, 15,2 % noire, 0,3 % amérindienne, 4,8 % d'asiatique et 4.1% de la population est d'origine hispanique ou latino-américaine. 4 % étaient d'autres populations.